# Jutaro Kimura
Pour les articles homonymes, voir Kimura.
Jutaro Kimura (木村 重太郎, Kimura Jutaro), né le 12 mai 1968 dans la préfecture de Kumamoto, est un joueur de baseball japonais.

## Biographie
Jutaro Kimura remporte avec l'équipe du Japon de baseball la médaille d'argent olympique aux Jeux olympiques d'été de 1996 se déroulant à Atlanta.